# Skoki narciarskie na zimowych igrzyskach azjatyckich
Skoki narciarskie na zimowych igrzyskach azjatyckich – międzynarodowe zawody w skokach narciarskich, rozgrywane w ramach zimowych igrzyskach azjatyckich.
Skoki narciarskie zadebiutowały jako dyscyplina pokazowa już podczas pierwszej imprezy z cyklu, która miała miejsce w 1986 roku. Taką samą rolę spełniały także w 1990 oraz 1996 roku. Pierwsze medale zaliczane do klasyfikacji medalowej igrzysk rozdano skoczkom w 2003 roku. W 2007 skoki nie weszły do programu, weszły natomiast podczas kolejnych igrzysk azjatyckich.

## Medaliści

### Mężczyźni (indywidualnie)
| Rok           | Miejsce         | Skocznia | Złoto            | Srebro             | Brąz               | Źródło |
| ------------- | --------------- | -------- | ---------------- | ------------------ | ------------------ | ------ |
| 1986 (nieof.) | Sapporo         | K-120    | Jun Shibuya      | Sadao Shimizu      | Masahiko Takahashi |        |
| 1990 (nieof.) | Sapporo         | K-120    | Kazuhiro Higashi | Takuya Takeuchi    | Takanari Oikawa    |        |
| 1996 (nieof.) | Harbin (Yabuli) | K-90     | Dmitrij Czwykow  | Aleksandr Kołmakow | Hitoshi Sakurai    |        |
| 2003          | Aomori (Ōwani)  | K-90     | Kazuyoshi Funaki | Akira Higashi      | Choi Heung-chul    | [ 2 ]  |
| 2011          | Astana/Ałmaty   | HS-140   | Kazuya Yoshioka  | Kazuyoshi Funaki   | Nikołaj Karpienko  | [ 3 ]  |
| 2011          | Astana/Ałmaty   | HS-105   | Jewgienij Lowkin | Kazuya Yoshioka    | Radik Żaparow      | [ 4 ]  |
| 2017          | Sapporo         | HS-137   | Yukiya Satō      | Yūken Iwasa        | Marat Żaparow      | [ 5 ]  |
| 2017          | Sapporo         | HS-100   | Naoki Nakamura   | Yūken Iwasa        | Siergiej Tkaczenko | [ 6 ]  |

### Mężczyźni (drużynowo)
| Rok           | Miejsce         | Skocznia | Złoto                                                                                    | Srebro                                                                                    | Brąz                                                                              | Źródło |
| ------------- | --------------- | -------- | ---------------------------------------------------------------------------------------- | ----------------------------------------------------------------------------------------- | --------------------------------------------------------------------------------- | ------ |
| 1996 (nieof.) | Harbin (Yabuli) | K-90     | Kazachstan - Dmitrij Czwykow - Aleksandr Kołmakow - Maksim Połunin - Andriej Wierwiejkin | Japonia - Hitoshi Sakurai - Keisuke Sugiyama - Takuya Takeuchi II - Shinya Tsurumaki      | Chiny - Liu Shuming - Piao Xuefeng - Wang Shuanglong - Xu Xingwang                |        |
| 2003          | Aomori (Ōwani)  | K-90     | Korea Południowa - Choi Heung-chul - Choi Yong-jik - Kang Chil-ku - Kim Hyun-ki          | Japonia - Kazuyoshi Funaki - Akira Higashi - Yasuhiro Shibata - Yūta Watase               | Kazachstan - Stanisław Filimonow - Pawieł Gajduk - Maksim Połunin - Radik Żaparow | [ 7 ]  |
| 2011          | Astana/Ałmaty   | HS-140   | Japonia - Kazuyoshi Funaki - Yūhei Sasaki - Yūta Watase - Kazuya Yoshioka                | Kazachstan - Nikołaj Karpienko - Aleksiej Korolow - Jewgienij Lowkin - Radik Żaparow      | Korea Południowa - Choi Heung-chul - Choi Yong-jik - Kang Chil-ku - Kim Hyun-ki   | [ 8 ]  |
| 2017          | Sapporo         | HS-137   | Japonia - Yūken Iwasa - Yukiya Satō - Naoki Nakamura - Masamitsu Itō                     | Kazachstan - Sabirżan Muminow - Konstantin Sokolenko - Marat Żaparow - Siergiej Tkaczenko | Korea Południowa - Lee Ju-chan - Choi Heung-chul - Kim Hyun-ki - Choi Seou        | [ 9 ]  |

## Klasyfikacja medalowa
| Miejsce | Państwo          | Złoto | Srebro | Brąz | Razem |
| ------- | ---------------- | ----- | ------ | ---- | ----- |
| 1.      | Japonia          | 8     | 9      | 3    | 20    |
| 2.      | Kazachstan       | 3     | 3      | 5    | 11    |
| 3.      | Korea Południowa | 1     | 0      | 3    | 4     |
| 4.      | Chiny            | 0     | 0      | 1    | 1     |